# روبرتو فالاسکی
روبرتو فالاسکی (ایتالیایی: Roberto Falaschi; ۹ ژوئن ۱۹۳۱ – ۳۰ مهٔ ۲۰۰۹) دوچرخه‌سوار اهل ایتالیا بود.